# ادواردو بوستوس مونتویا
ادواردو بوستوس مونتویا (انگلیسی: Eduardo Bustos Montoya؛ زادهٔ ۳ اکتبر ۱۹۷۶) بازیکن فوتبال اهل آرژانتین است.
از باشگاه‌هایی که در آن بازی کرده‌است می‌توان به باشگاه فوتبال فاینورد، باشگاه فوتبال بانفیلد، باشگاه فوتبال لانوس، باشگاه فوتبال اطلس، باشگاه فوتبال آویسپا فوکوئوکا، باشگاه اتلتیکو ایندپندینته، و باشگاه فوتبال روساریو سنترال اشاره کرد.